# Windows Intune
Windows Intune – usługa w chmurze firmy Microsoft. Jej oficjalna premiera miała miejsce w Polsce 23 marca 2011 roku. Usługa przeznaczona jest dla małych i średnich firm. Oferuje zarządzanie stacjami klienckimi z poziomu specjalnej strony administracyjnej bez potrzeby posiadania infrastruktury po stronie klienta.

## Możliwości Windows Intune
Za pomocą usługi Windows Intune administratorzy mogą wykonywać następujące czynności:
- Zarządzać ochroną antywirusową komputerów
- Zarządzać aktualizacjami systemów operacyjnych i aplikacji firmy Microsoft
- Zarządzać licencjami posiadanego oprogramowania firmy Microsoft
- Przeprowadzać inwentaryzację sprzętu i oprogramowania
- Konfigurować polityki zabezpieczeń dla komputerów
- Wykonywać zdalną pomoc użytkownikom komputerów

## Architektura

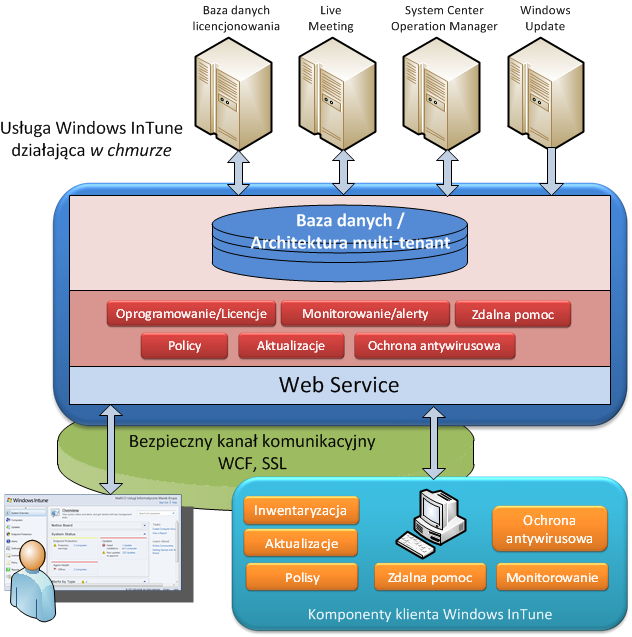
Architektura usługi Windows Intune

Architektura systemu Windows Intune składa się z dwóch zasadniczych elementów: oprogramowania i danych przetwarzanych w chmurze obliczeniowej oraz komputerów klienckich z zainstalowanym klientem usługi Windows Intune.

## Komponenty działające po stronie klienta
- Windows Update Agent – komponent odpowiedzialny za pobieranie aktualizacji systemu operacyjnego i zainstalowanych programów
- System Center Operation Manager Agent – komponent odpowiedzialny za monitorowanie i raportowanie stanu komputera
- Policy Platform – komponent odpowiedzialny za pobieranie polityk z usługi Windows Intune i przetwarzanie ich po stronie systemu operacyjnego
- Microsoft Antimalware Agent – usługa zabezpieczająca komputer przed złośliwym oprogramowaniem
- Microsoft Easy Assistant – usługa udostępniająca zdalną pomoc użytkownikom przez administratorów.

## Obsługiwane systemy operacyjne
Windows Intune pozwala na zarządzanie następującymi systemami operacyjnymi:
- Windows XP SP2 i SP3 – zalecany zainstalowany SP3
- Windows Vista Business, Enterprise i Ultimate
- Windows 7 Professional, Enterprise i Ultimate
- Systemy mobilne, w tym Android (od wersji 4.0 wzwyż) i iOS (od wersji 8.0 wzwyż)[3]